# Diócesis de Talca
La diócesis de Talca (en latín: Dioecesis Talcensis) es una circunscripción eclesiástica de la Iglesia católica en Chile. Se trata de una diócesis latina, sufragánea de la arquidiócesis de Santiago de Chile. Desde el 20 de marzo de 2021 su obispo es Galo Fernández Villaseca.

## Territorio y organización
La diócesis tiene 17 424 km² y extiende su jurisdicción sobre los fieles católicos de rito latino residentes en las provincias de Curicó y Talca, en la región del Maule, a excepción de las comunas de Constitución y Empedrado que pertenecen a la Diócesis de Linares.
La sede de la diócesis se encuentra en la ciudad de Talca, en donde se halla la Catedral de San Agustín.
En la diócesis existen cuarenta y ocho parroquias y dos viceparroquias, agrupadas en cinco decanatos:
| Parroquia                            | Barrio o sector | Párroco o administrador parroquial |
| ------------------------------------ | --------------- | ---------------------------------- |
| Corazón de María                     | Centro          | Pbro. Waldo Agusto Flores          |
| El Sagrario (contiguo a la catedral) | Centro          | Pbro. Richard Díaz Villalobos      |
| Espíritu Santo                       | Las Colines     | Pbro. Pedro Castillo Pereira       |
| Inmaculada Concepción                | Oriente         | Pbro. Pedro Castillo Pereira       |
| La Merced                            | Sur             | Pbro. Waldo Agusto Flores          |
| La Sagrada Familia                   | San Pablo       | Pbro. José Fernández Saldías       |
| Los Doce Apóstoles                   | La Florida      | Pbro. Rodrigo Arriagada Mora       |
| Nuestra Señora de Fátima             | El Prado        | P. José Montes Bravo (A.P.)        |
| San Agustín                          | Norte           | P. José Guzmán Valdés              |
| San Alberto Hurtado                  | Las Américas    | Pbro. Carlos Campos Núñez          |
| San Luis Gonzaga                     | Norte           | P. Ubeimar Acevedo Arango          |
| San Sebastián                        | Carlos Trupp    | Pbro. Mauricio Albornoz Olivares   |
| Santa Ana                            | Santa Ana       | P. Juan Lyon Labbé                 |
| Santa Teresita del Niño Jesús        | Abate Molina    | Pbro. Waldo Agusto Flores          |

| Parroquia                   | Comuna       | Ciudad o aldea  | Párroco, diácono o administrador parroquial |
| --------------------------- | ------------ | --------------- | ------------------------------------------- |
| Inmaculada Concepción       | Pencahue     | Pencahue        | Pbro. Cristián Avendaño Becerra             |
| Nuestra Señora de la Merced | Río Claro    | Cumpeo          | Pbro. Juan Ramos Roco                       |
| Sagrado Corazón de Jesús    | Curepto      | Gualleco        | Pbro. Cristián Avendaño Becerra             |
| Sagrado Corazón de Jesús    | Maule        | Maule           | Pbro. Roberto Toro Palma                    |
| San Clemente                | San Clemente | San Clemente    | Pbro. Raúl García López                     |
| San José                    | Maule        | Colín           | Francisco Ferrada Mardones (diácono)        |
| San José                    | Maule        | Duao            | Claudio Morales Márquez (diácono)           |
| San José                    | Pelarco      | Pelarco         | Pbro. Hernán Espinoza Núñez                 |
| San Rafael                  | San Rafael   | San Rafael      | P. Juan Bravo Venegas (A.P.)                |
| Santa Amalia                | Talca        | El Sauce        | Pbro. Washington Sepúlveda Valdivia         |
| Viceparroquia               | San Clemente | Bajos de Lircay | Pbro. Gilberto Rojas Lineros                |

| Parroquia                  | Barrio o sector  | Párroco o rector                          |
| -------------------------- | ---------------- | ----------------------------------------- |
| Cristo Resucitado          | Aguas Negras     | P. Marco Sanhueza Valenzuela              |
| La Merced                  | Centro           | Pbro. Luis Alarcón Escárate               |
| Nuestra Señora del Carmen  | Centro           | Pbro. Osvaldo Navarrete Marambio (rector) |
| Nuestra Señora del Rosario | Norte            | Pbro. Víctor Rojas Rojas                  |
| Jesús de Nazaret           | Vaticano         | P. Christian Borghesi                     |
| Jesús Obrero               | Diego Portales   | Pbro. Osvaldo Navarrete Marambio          |
| San Francisco              | España           | Pbro. Rodrigo Arriagada Mora              |
| San José (Iglesia Matriz)  | Centro           | Pbro. Luis Alarcón Escárate               |
| San Juan Bautista          | Población Curicó | Pbro. Nelson Chávez Díaz                  |
| Santísima Trinidad         | Santa Fe         | Pbro. Víctor Rojas Rojas                  |

| Parroquia                    | Comuna          | Ciudad o aldea  | Párroco o encargado                |
| ---------------------------- | --------------- | --------------- | ---------------------------------- |
| Nuestra Señora de Lourdes    | Curicó          | Cordillerilla   | P. Fredi Navarrete Aguilar         |
| Nuestra Señora del Pilar     | Romeral         | Romeral         | Pbro. Juan Roco Guzmán             |
| Nuestra Señora del Tránsito  | Molina          | Molina          | Pbro. Mauricio Jacques Sánchez     |
| Sagrada Familia              | Sagrada Familia | Sagrada Familia | Pbro. Andrés Pérez Poblete         |
| San Bonifacio                | Molina          | Lontué          | P. David Martínez González         |
| San Juan de Dios             | Teno            | Teno            | Pbro. Sergio Cereceda Gajardo      |
| San Pedro                    | Rauco           | Rauco           | Pbro. Esteban Matamala Reyes       |
| Unidad Pastoral de Sarmiento | Curicó          | Sarmiento       | Pbro. Juan Roco Guzmán (encargado) |

| Parroquia                             | Comuna          | Ciudad o aldea         | Párroco o encargado                |
| ------------------------------------- | --------------- | ---------------------- | ---------------------------------- |
| Inmaculada Concepción                 | Sagrada Familia | Villa Prat             | Pbro. Sergio Díaz Cubillos         |
| Nuestra Señora del Carmen             | Vichuquén       | Vichuquén              | Manuel Rivera González (encargado) |
| Nuestra Señora del Rosario            | Curepto         | Curepto                | Pbro. Carlos Letelier Reyes        |
| San Miguel Arcángel                   | Licantén        | Licantén               | Pbro. Ricardo Varas Jara           |
| San Policarpo                         | Hualañé         | La Huerta de Mataquito | Pbro. Hernán Vergara Jara          |
| Santísimo Sacramento de la Eucaristía | Hualañé         | Hualañé                | Pbro. Hernán Vergara Jara          |
| Viceparroquia                         | Vichuquén       | Llico                  | Pbro. Ricardo Varas Jara           |

## Historia
La misión sui iuris de Talca fue erigida en 1913, obteniendo el territorio de la arquidiócesis de Santiago de Chile.
El 18 de octubre de 1925 la misión sui iuris fue elevada a diócesis con la bula Apostolici muneris del papa Pío XI.
El 10 de enero de 1963 cedió una parroquia a la diócesis de Linares y el 30 de abril de 1970 cedió el territorio del departamento de Santa Cruz a la diócesis de Rancagua.
El 28 de junio de 2018 la diócesis quedó sede vacante, luego de la renuncia de Horacio Valenzuela. Como administrador apostólico sede vacante ad nutum Sanctae Sedis quedó Galo Fernández, obispo auxiliar de Santiago de Chile.
El 20 de marzo de 2021 el papa Francisco nombró como obispo de la diócesis a Galo Fernández quien se desempeñaba como administrador apostólico de la misma jurisdicción.

## Episcopologio
| Obispos de Talca | Obispos de Talca | Obispos de Talca                     | Obispos de Talca                             | Obispos de Talca                 | Obispos de Talca |
| Obispo           | Obispo           | Obispo                               | Nombramiento                                 | Final                            | Notas |
| ---------------- | ---------------- | ------------------------------------ | -------------------------------------------- | -------------------------------- | --- |
| I                |                  | Carlos Silva Cotapos †               | 14 de diciembre de 1925 por Pío XI           | 21 de enero de 1939 Renunció     | Consagrado el 7 de junio de 1918 Tomó posesión el 23 de mayo de 1926Obispo de La Serena (1918-1925) Obispo titular de Myrica (1939-1941) |
| II               |                  | Manuel Larraín Errázuriz †           | 21 de enero de 1939 por sucesión por Pío XI  | 22 de junio de 1966 Falleció     | Consagrado el 7 de agosto de 1938Obispo coadjutor de Talca (1938-1939) Obispo titular de Thubunae en Numidia (1938-1939) Primer vicepresidente del Consejo Episcopal Latinoamericano (1958-1963) Presidente del Consejo Episcopal Latinoamericano (1963-1966) |
| III              |                  | Carlos González Cruchaga †           | 4 de enero de 1967 por Pablo VI              | 12 de diciembre de 1996 Retirado | Consagrado el 7 de mayo de 1967Presidente de la Conferencia Episcopal de Chile (1987-1992) |
| IV               |                  | Horacio del Carmen Valenzuela Abarca | 12 de diciembre de 1996 por Juan Pablo II    | 28 de junio de 2018 Renunció     | Consagrado el 7 de mayo de 1995Obispo titular de Gummi en Proconsular (1995-1996) Obispo auxiliar de Santiago de Chile (1995-1996) |
| V                |                  | Galo Fernández Villaseca             | Desde el 20 de febrero de 2021 por Francisco |                                  | Consagrado el 10 de mayo de 2014Obispo auxiliar de Santiago de Chile (2014-2021) Obispo titular de Simingi (2014-2021) Administrador apostólico de Talca (2018-2021)                                                                                          |

## Estadísticas
Según el Anuario Pontificio 2021 la diócesis tenía a fines de 2020 un total de 464 306 fieles bautizados.
| Año                                                                             | Población            | Población | Población      | Sacerdotes | Sacerdotes    | Sacerdotes    | Bautizados por sacerdote | Diáconos permanentes | Religiosos | Religiosos | Parroquias |
| Año                                                                             | Bautizados católicos | Total     | % de católicos | Total      | Clero secular | Clero regular | Bautizados por sacerdote | Diáconos permanentes | Varones    | Mujeres    | Parroquias |
| ------------------------------------------------------------------------------- | -------------------- | --------- | -------------- | ---------- | ------------- | ------------- | ------------------------ | -------------------- | ---------- | ---------- | ---------- |
| 1950                                                                            | 280 000              | 300 000   | 93.3           | 111        | 51            | 60            | 2522                     |                      | 80         | 154        | 39         |
| 1966                                                                            | 380 000              | 410 000   | 92.7           | 122        | 67            | 55            | 3114                     |                      | 94         | 295        | 48         |
| 1970                                                                            | 320 000              | 347 718   | 92.0           | 93         | 52            | 41            | 3440                     |                      | 41         | 262        | 40         |
| 1976                                                                            | 420 000              | 500 000   | 84.0           | 78         | 43            | 35            | 5384                     | 7                    | 65         | 164        | 38         |
| 1980                                                                            | 434 300              | 517 800   | 83.9           | 63         | 28            | 35            | 6893                     | 15                   | 72         | 165        | 38         |
| 1990                                                                            | 498 000              | 539 000   | 92.4           | 71         | 51            | 20            | 7014                     | 14                   | 42         | 180        | 41         |
| 1999                                                                            | 468 070              | 577 864   | 81.0           | 82         | 60            | 22            | 5708                     | 22                   | 45         | 240        | 42         |
| 2000                                                                            | 474 154              | 585 376   | 81.0           | 78         | 56            | 22            | 6078                     | 21                   | 45         | 230        | 42         |
| 2001                                                                            | 463 426              | 579 283   | 80.0           | 71         | 47            | 24            | 6527                     | 21                   | 44         | 227        | 42         |
| 2002                                                                            | 458 402              | 580 256   | 79.0           | 74         | 47            | 27            | 6194                     | 22                   | 47         | 219        | 42         |
| 2003                                                                            | 458 500              | 580 720   | 79.0           | 67         | 46            | 21            | 6843                     | 24                   | 40         | 232        | 42         |
| 2004                                                                            | 462 950              | 586 520   | 78.9           | 67         | 45            | 22            | 6909                     | 24                   | 41         | 219        | 42         |
| 2010                                                                            | 465 269              | 616 150   | 75.5           | 62         | 48            | 14            | 7504                     | 30                   | 29         | 198        | 45         |
| 2014                                                                            | 457 953              | 641 270   | 71.4           | 69         | 53            | 16            | 6637                     | 32                   | 33         | 166        | 45         |
| 2017                                                                            | 460 455              | 702 860   | 65.5           | 63         | 47            | 16            | 7308                     | 36                   | 36         | 144        | 45         |
| 2020                                                                            | 464 306              | 708 929   | 65.5           | 54         | 39            | 15            | 8598                     | 37                   | 31         | 143        | 45         |
| Fuente: Catholic-Hierarchy, que a su vez toma los datos del Anuario Pontificio. |                      |           |                |            |               |               |                          |                      |            |            |            |